# ماه‌شناسی

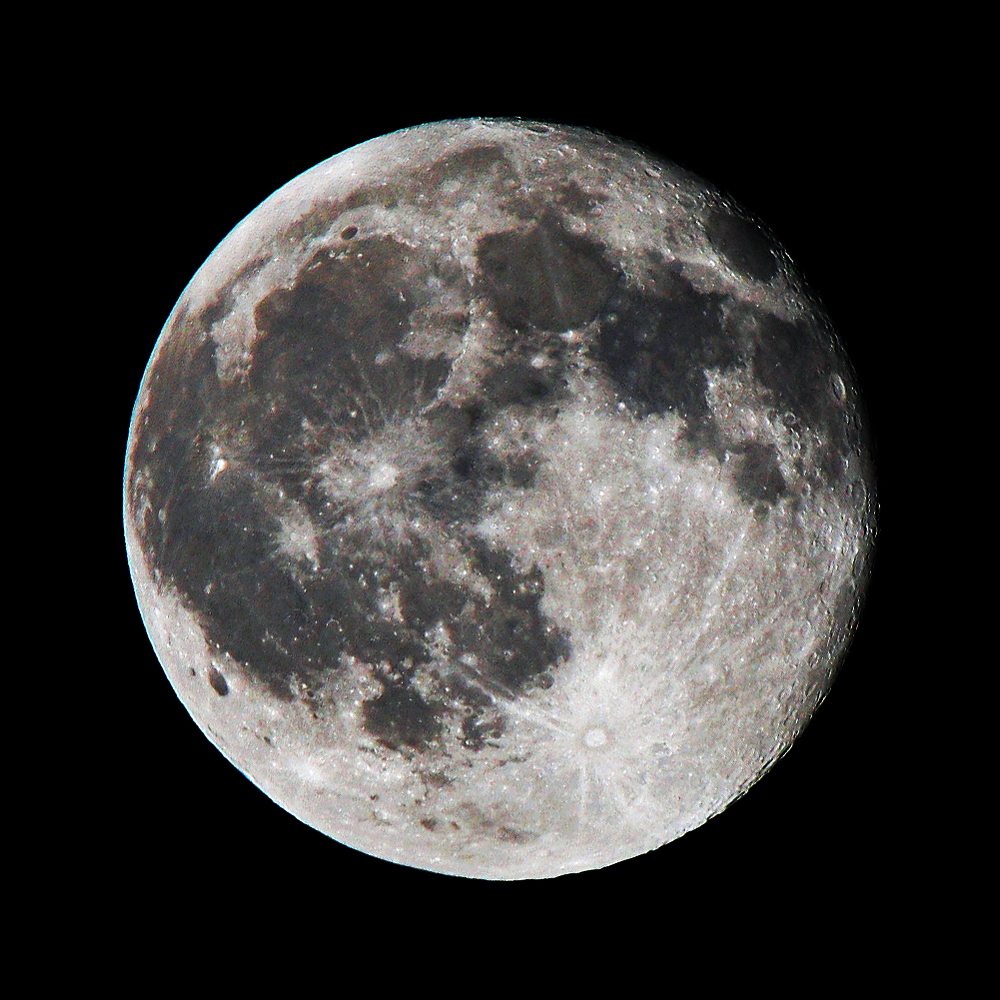
عکس ماه کامل که از زمین گرفته شده‌است.

ماه‌سنجی، ماه‌شناسی (به انگلیسی: Selenology) یا ژئولوژی ماه (به انگلیسی: Geology of the Moon)، (این اصطلاح می‌تواند به صورت عمومی به مطالعه علوم مربوط به ماه نیز اشاره داشته باشد)، با آنچه که جغرافیای زمین می‌گوییم بسیار فرق دارد. کره ماه بدون یک هواکره ویژه و مخصوص به خود است. همچنین این ماهٍ زمین بدون هرگونه تجمع آبی است. این عوامل سبب شد تا چیزی به نام فرسایش که در زمین رخ می‌دهد، در ماه وجود نداشته باشد. ماه از لحاظ بدنه و پیکره بدون زمین‌ساخت‌های بشقابی است. ماه به دلیل اندازه کوچکش دارای گرانش ضعیفی است. سرد شدن سریع کره از دیگر ویژگی‌های این ماه طبیعی است.
در بررسی زمین‌ریخت‌شناسی ماه وجود دهانه‌های برخوردی و دهانه‌های آتشفشانی قابل توجه‌است. همچنین ماه دارای پوسته، گوشته و هسته متمایز و منحصر به فرد خود است.
مطالعات و پژوهش‌ها دربارهٔ جغرافیای ماه بر اساس چهار روش مشاهده ماه از روی زمین به وسیله تلسکوپ، سنگ‌های ماه، کاوشگران ماه و اطلاعات ژئوفیزیک استوار است.